# Bubble gum
Bubble gum è un singolo della rapper e cantautrice italiana BigMama, pubblicato il 6 giugno 2025.

## Descrizione
Il brano, scritto dalla stessa cantautrice con Damiano Ramberti, in arte Damiank, Emilio Barberini, in arte MadFingerz, Enrico Brun e Maria Lodovica Lazzerini, è prodotto da Damiank, Enrico Brun e MadFingerz.

## Video musicale
Il video musicale, diretto da Roberto Graziano Moro e girato a Seul, è stato pubblicato l'11 giugno 2025 attraverso il canale YouTube della cantautrice.

## Tracce
Testi e musiche di Marianna Mammone, Damiano Ramberti, Emilio Barberini, Enrico Brun e Maria Lodovica Lazzerini.
1. Bubble gum – 2:49